# Josef Dobiáš (kněz)
Josef Dobiáš (10. září 1919 Maria-Lanzendorf u Vídně, Rakousko – 28. ledna 2012 Kroměříž) byl český římskokatolický kněz, okrskový vikář, církevní historik, překladatel z němčiny a publicista.

## Život

### Mládí ve Vídni
Dobiášův rod pocházel od Kyjova, ale část přibuzenstva se již v 19. století přestěhovala do Vídně. Jeho vlastní rodina pocházela pak z Velkých Bílovic. Jeho tatínek, kočí v panských službách, dostal místo ve Vídni, kde už žili někteří příbuzní. Rodina tedy následovala otce do Vídně, kde se pak na předměstí v Maria-Lanzendorf Josef Dobiáš narodil. V Lanzendorfu vychodil základní i střední školu. Vstoupil do kněžského semináře a 14. června 1942 byl v Českých Budějovicích vysvěcen na kněze. Válečných letech 1942–1945 působil jako kaplan v různých kostelích ve Vídni a jako katecheta na vídeňských českých školách. Zde žila tehdy ještě silná česká menšina. Protože mluvil stejně dobře česky jako německy, po roce 1945 vyslyšel výzvu, aby přešel kněžsky působit do Československa, do oblastí po odsunu německého obyvatelstva.

### Působení v českém pohraničí po II. světové válce
Nejprve byl v jako kaplan v Klokotech u Tábora, dále v Brně-Králově Poli a v Praze. V roce 1946 odešel do litoměřické diecéze a byl jmenován administrátorem v Jirkově u Chomutova. Od listopadu 1948, kdy po únoru 1948 převzala moc komunistická strana, byl jmenován administrátorem farního úřadu v Lovosicích.

### Střet s komunistickým režimem a vězení
První střetnutí s poúnorovým režimem nastalo, když v roce 1949, vzdor zákazu, přečetl v Lovosicích Pastýřský list československých biskupů. Musel zaplatit za čtení Pastýřského listu na ONV pokutu 5000 Kčs. Peníze na pokutu byly sebrány mezi věřícími. Na základě udání Františka Černého, otce jednoho z žáků na lovosické II. střední škole, kde Dobiáš učil náboženství, že vede protistátní řeči, konkrétně, aby žáci nevěřili sdělovacím prostředkům, byl 17. dubna 1950 příslušníky Velitelství oddílu StB Lovosice zatčen.
V následném procesu konaném u Státního soudu v Praze byl 4. října 1950 uznán vinným z trestného činu sabotáže a odsouzen k trestu odnětí svobody na 7 let a řadě vedlejších trestů. Soudila jej obávaná prokurátorka Ludmila Brožová-Polednová.
Podmínečně byl propuštěn byl po době 4 let a 2 měsíců dne 29. června 1954. Rozsudek byl zrušen až v roce 1992, kdy byl Dobiáš plně rehabilitován.

### Spolupráce s režimem a život v totalitě

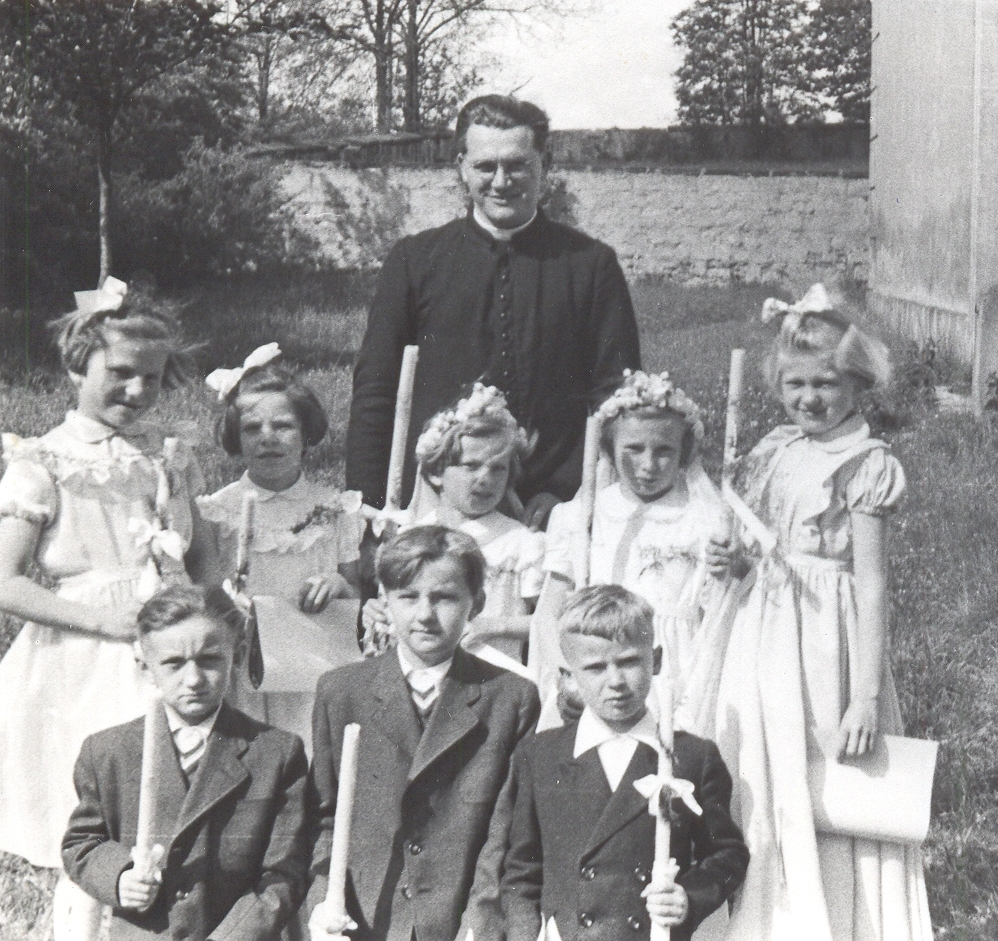
Kněz Josef Dobiáš s dětmi po prvním svatém přijímání ve Cvikově v roce 1960

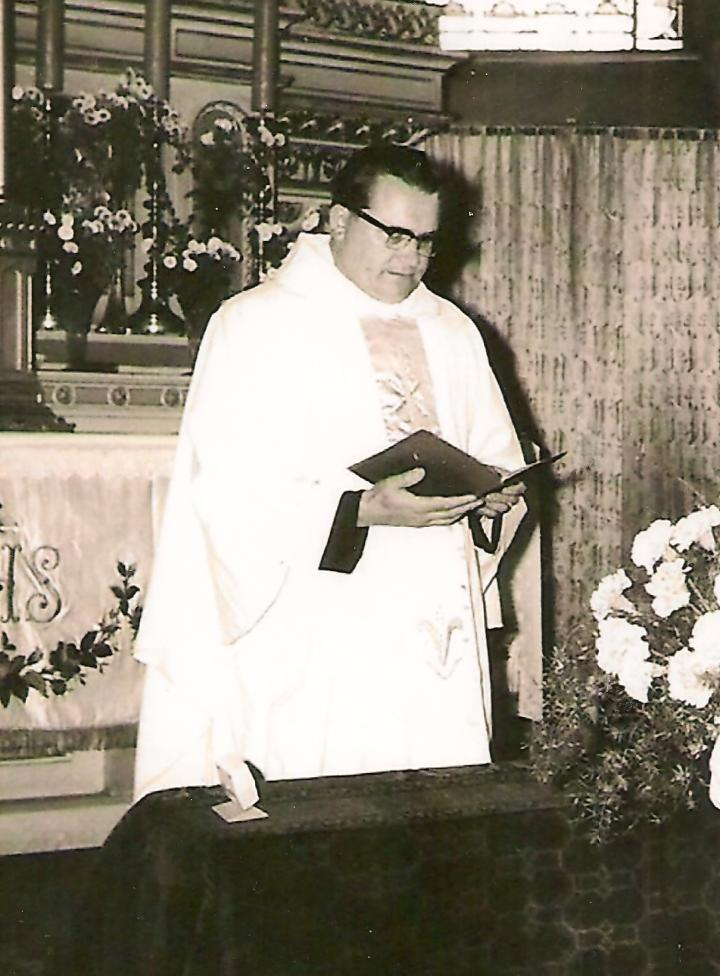
R.D. Josef Dobiáš kol. r. 1975

V roce 1954 byl jmenován administrátorem ve Všejanech u Nymburka, v roce 1955 ve Cvikově.
Dne 17. března 1960 byl Dobiáš zaregistrován jako tajný spolupracovník (agent) s krycím jménem NOVÁK. Již po roce (24. dubna 1961) však byl svazek uložen do archivu a v blíže nezjištěné době zničen.
V roce 1965 se stal administrátorem farností Rumburk, a administrátorem excurrendo Brtníky a Staré Křečany, a okrskovým vikářem děčínského vikariátu.
Dne 11. prosince 1967 byl Dobiáš znovu zaregistrován jako kandidát tajné spolupráce a od 1. prosince 1969 jako tajný spolupracovník (resp. agent) s krycím jménem VIKÁŘ, a to až do 8. prosince 1989, kdy byl svazek skartován. Dobiáš byl v té době dlouholetým předsedou Sdružení katolických duchovních Pacem in terris v Severočeském kraji.
Od 1. října 1974 byl ustanoven administrátorem arciděkanství Liberec a administrátorem excurrendo farností Kryštofovo Údolí, Dlouhý Most, Stráž nad Nisou, Rochlice u Liberce a Vratislavice nad Nisou, a zároveň okrskovým vikářem libereckého vikariátu. Zde působil až do konce komunistické totality.

### Zralá léta

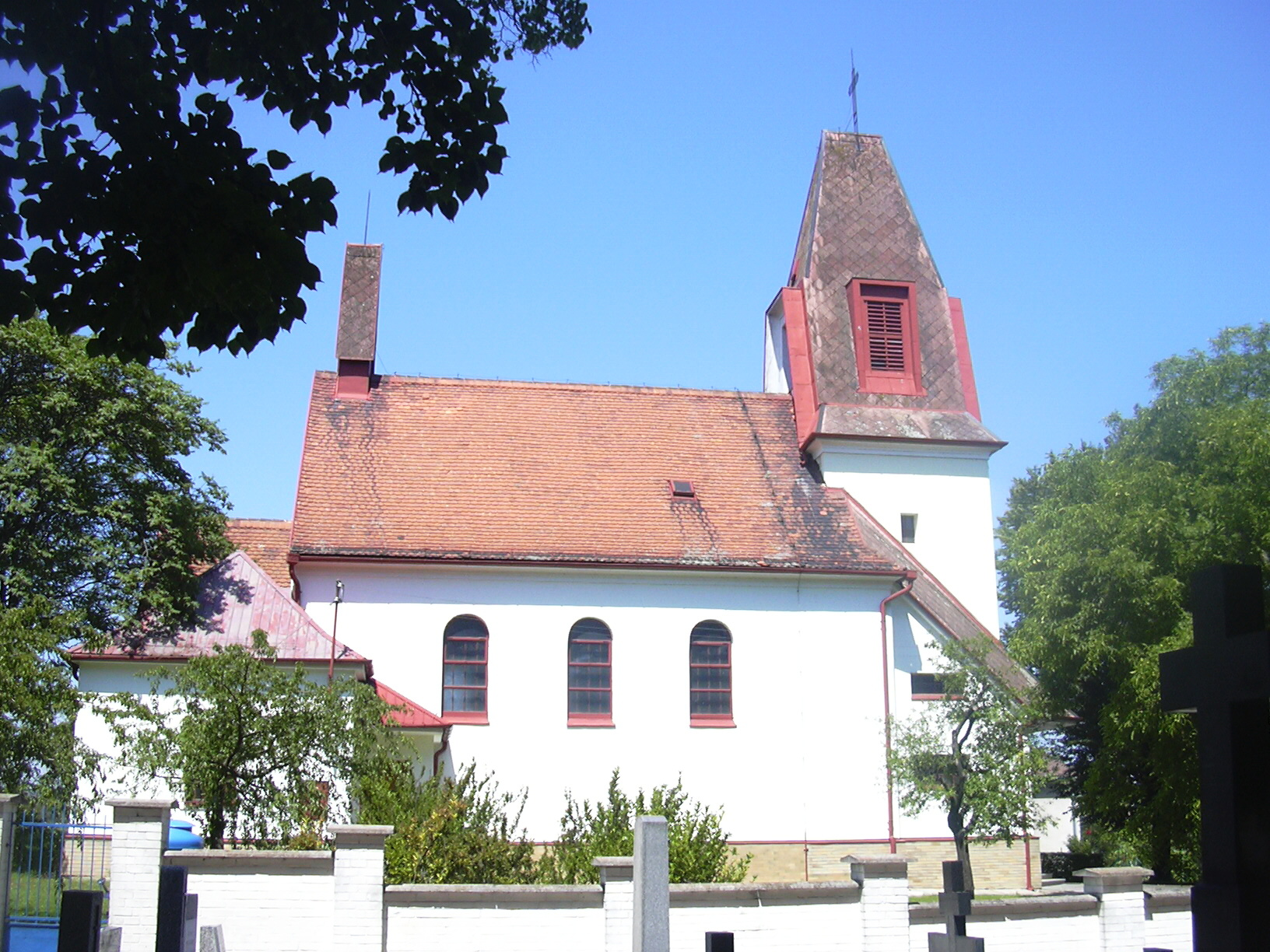
Filiální kostel svatého Václava v Holubicích, působiště Josefa Dobiáše po roce 1990.

Po přestálé cévní mozkové příhodě odešel 31. července 1990 do důchodu. Na podzim 1990 nastoupil do Holubic ve farnosti Pozořice a působil zde 21 let. Vedl duchovní správu ve filiálním kostele v Holubicích a ochotně vypomáhal i v okolních farnostech.
Vzdor vysokému stáří (pracoval do 92 let), věnoval péči o obyvatelstvo v místě celkem až 4× týdně při mši svaté. Proslul jako výtečný kazatel, a to nejen v Holubicích, ale vypomáhal i ve vedlejších chrámech, především ve Velešovicích, ale i v Pozořicích, dokonce i v Těšanech a jinde.
S velkou láskou, pokud mu zdravotní stav dovoloval, oddával, křtil a poskytoval svátost nemocných v domácnostech. Jeho promluvy obohatily i ty, kteří nebyli a nejsou praktikujícími katolíky. S holubickou farností se, ve stavu velmi nepříznivých zdravotních okolností, rozloučil v neděli 30. října 2011 v chrámu sv. Václava.

### Závěr života
V listopadu 2011 odešel do Domova sv. Kříže v Kroměříži, protože potřeboval intenzivní pečovatelskou službu. Zemřel dne 28. ledna 2012 v kroměřížské nemocnici.
Jeho pohřeb se konal v sobotu 4. února 2012 v 10 hodin ve farním kostele v Pozořicích. Poté byly jeho ostatky uloženy do kněžského hrobu na hřbitově v Holubicích.
Pozoruhodná jsou pak jeho slova posledního rozloučení, která měl přiložená u své závěti:
| „                                              | Přijal jsem od vás křestní slib, nezrušte jej. Ve vašich srdcích jsem pěstoval víru, neztraťte ji. Rozhřešoval jsem vás, zachovejte si milost Boží. Ukázal jsem vám živou cestu do nebe, neopusťte ji. Požehnal jsem vaše manželství, neubližujte si navzájem. Miloval jsem vaše děti, nezanedbávejte je. Požehnal jsem hroby vašich zemřelých, nezapomínejte na ně. Nyní i já ležím v hrobě, nezapomínejte ani na mě. | “ |
| — Poslední rozloučení ze závěti Josefa Dobiáše | |   |

## Dílo
Aktivní služba byla vedena společně s významnou činností literární v oblasti církevní a etické tematiky. Byl pravidelným přispěvatelem do katolických periodik, napsal několik publikací a významná je jeho překladatelská činnost, protože němčina byla jeho mateřštinou. Pro kněze pořádal na kněžských rekolekcích přednášky z církevní historie o vysoké úrovni i v důchodu.